# Lan-nang
Lan-nang (chiń. 咱人話, POJ: lán-nâng-ōe, dosł. „mowa naszych ludzi”) – odmiana dialektu hokkien używana przez 99% Chińczyków (ok. 600 tys.) mieszkających na Filipinach. Odmiana ta oparta jest na dialekcie miasta Xiamen w Chinach, ale cechuje się odrębnymi kolokwializmami i licznymi zapożyczeniami z języka tagalog, kantońskiego i hiszpańskiego. Jest zasadniczo językiem mówionym, lecz bywa niekiedy zapisywany alfabetem łacińskim, przy pomocy systemu transkrypcji Pe̍h-ōe-jī, opracowanego przez misjonarzy.

## Minirozmówki
Jak się masz!Dí hō?
Dzień dobry!Ho chha khi.
Nie wiemGuá m̄ chhaiⁿ yaⁿ
Nazywam się ChuaGua e si-mia si Chhua
Czy mówisz w Lan-nang?Dí eh-hiao kong Lan-nang-oé bâ?
Czy jesz makaron?Dí le chhia mì/pansit bâ?
Kiedy jedziesz do Chin?Dí ti-si beh'-khï Tňg-soaⁿ?
Jego przyjaciel jest w szpitaluI e siong-hó ti piⁿ-chhù.
Gdzie idziesz?Di be khi to lo?
Kocham cię!Gua Ay Di!